# Салы (река)
Салы́ (также Сала́; укр. Сали, крымскотат. Sala, Сала) — река в северо-восточном Крыму, правый приток реки Мокрый Индол. Длина реки около 14 километров с площадью бассейна 44 км². Средний расход воды в реке — 0,11 м³/с, объём стока — 3,46 млн.м³ (максимальные расходы и объёмы — 7,02 м³/с, 3,70 млн.м³).
Истоки реки находится восточнее села Переваловка восточной части Главной гряды Крымских гор, в 1 километре к юго-востоку от села Переваловка в юрских отложениях. Течёт вначале на север, достигая Кишлавской котловины, где река сильно канализирована, у села Холодовка поворачивает, практически, под прямым углом на запад. Впадает в Мокрый Индол в 700 м севернее села Курское. Высота устья — 217 м над уровнем моря.
У реки, согласно справочнику «Поверхностные водные объекты Крыма», притоков нет, но на картах обозначен один более-менее значительный, левый, приток — Бег-Алан (собственно, так называется балка-урочище, по которому протекает ручей). В справочнике «Волости и важнѣйшія селенія Европейской Россіи» за 1886 год река названа Салы-Чокрак. Водоохранная зона реки установлена в 100 м